# 코리 해리스
코리 해리스(Corey Harris, 1969년 2월 21일 ~ )는 미국의 블루스이자 레게 음악가이다.